# Bachir Mahamat
Bachir Ahmat Mahamat (N'Djamena, 1º dicembre 1996) è un velocista ciadiano.

## Palmarès
| Anno | Manifestazione                    | Sede           | Evento      | Risultato  | Prestazione | Note                                     |
| ---- | --------------------------------- | -------------- | ----------- | ---------- | ----------- | ---------------------------------------- |
| 2013 | Giochi della Francofonia          | Nizza          | 800 m piani | Batteria   | 1'53"48     |                                          |
| 2014 | Mondiali U20                      | Eugene         | 400 m piani | dns        | dns         |                                          |
| 2015 | Giochi panafricani                | Brazzaville    | 400 m piani | Semifinale | 47"13       |                                          |
| 2015 | Giochi panafricani                | Brazzaville    | 4×400 m     | Batteria   | 3'18"86     |                                          |
| 2016 | Africani                          | Durban         | 400 m piani | Semifinale | 49"36       |                                          |
| 2016 | Giochi olimpici                   | Rio de Janeiro | 400 m piani | Batteria   | 48"59       |                                          |
| 2017 | Giochi della solidarietà islamica | Baku           | 400 m piani | Batteria   | 48"23       |                                          |
| 2017 | Giochi della Francofonia          | Abidjan        | 400 m piani | 5º         | 47"97       |                                          |
| 2017 | Giochi della Francofonia          | Abidjan        | 4×400 m     | 7º         | 3'19"82     |                                          |
| 2017 | Mondiali                          | Londra         | 400 m piani | Batteria   | 47"50       |                                          |
| 2019 | Giochi panafricani                | Rabat          | 400 m piani | Batteria   | 49"14       |                                          |
| 2019 | Mondiali                          | Doha           | 400 m piani | Batteria   | 47"65       |                                          |
| 2021 | Giochi olimpici                   | Tokyo          | 400 m piani | Batteria   | 47"93       | Miglior prestazione personale stagionale |